# 戽斗
戽斗是一种传统人力灌溉农具，在某些地方也叫撇斗子。至20世纪末，机械灌溉设备普及，戽斗等人力灌溉农具几乎绝迹。
在閩南語中，常以此農具來形容一個人下巴很長，也就是下顎前突。

## 簡介

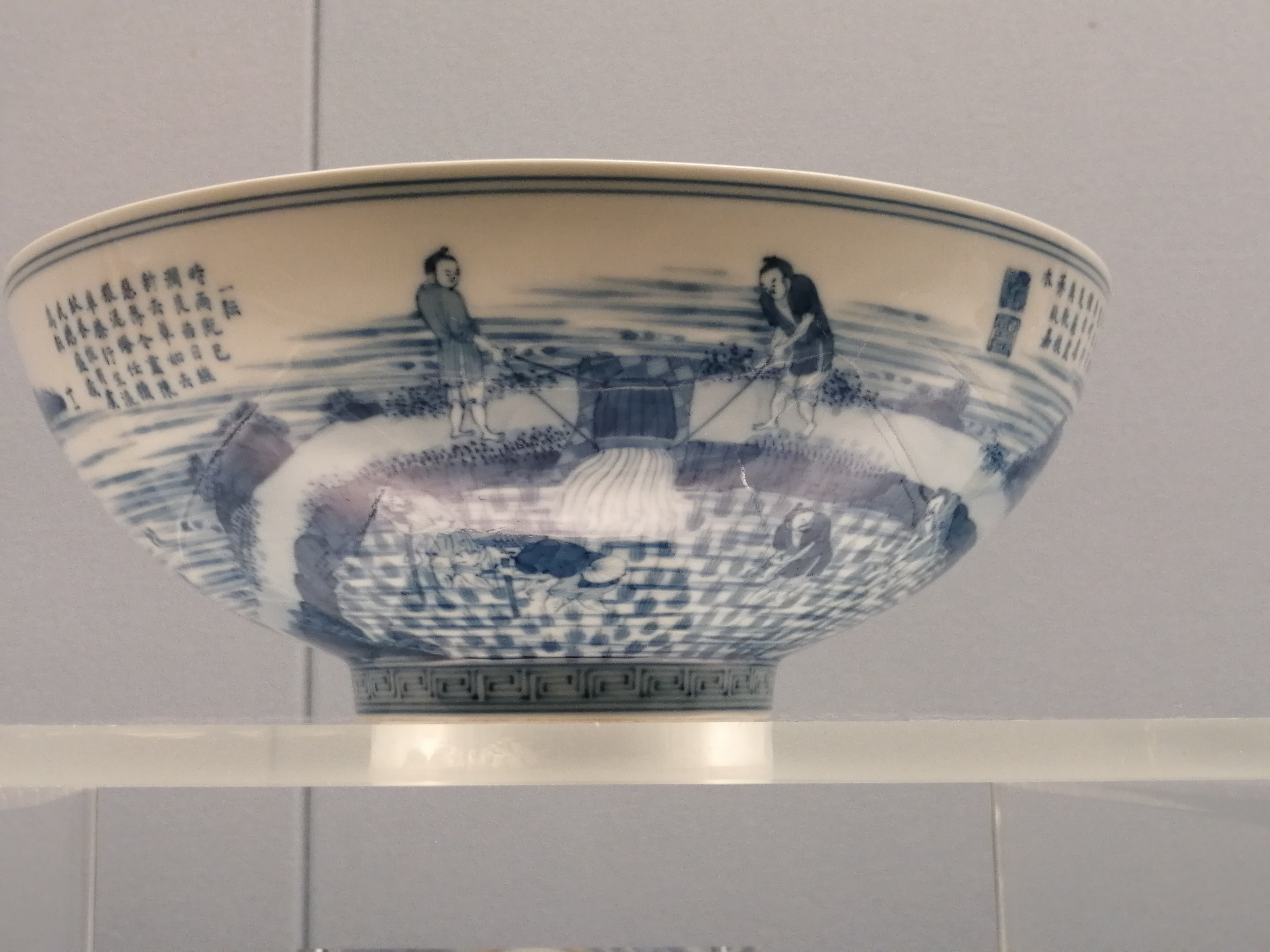
青花瓷耕织图碗，清康熙景德镇窑。图上方两人正在合力使用戽斗灌溉农田。

戽斗形略似斗，用竹篾、藤条等编成，或以木桶替代。两边有绳，使用时两人对站，拉绳合力汲水；亦有单人使用的。戽斗适宜在水岸不高的田边使用，可用于灌溉，也可用于排水。
戽斗最迟在宋代已经出现。宋陆游诗《喜雨》中载“水车罢踏戽斗藏，家家买酒歌时康”。元代王祯《农书》写道：“戽斗，挹水器也。……凡水岸稍下，不容置车，当旱之际，乃用戽斗，控以双绠，两人挈之，抒水上岸，以溉田稼。其斗或柳筲，或木罂，从所便也。”明代徐光启《农政全书》中记载类似。